# Doenjang
Doenjang [tøn.d͡ʑaŋ] ist eine traditionelle fermentierte koreanische Sojabohnenpaste. Wörtlich übersetzt bedeutet der Name „dicke Paste“. Diese Paste bildet mit Gochujang und Ganjang die Grundgewürze jedes koreanischen Haushalts.

## Herstellung
Die Hauptzutaten sind Sojabohnen und Meersalz (천일염 Cheon-il-yeom). Zunächst werden die Sojabohnen ausgekocht und matschig gepresst. Die so gewonnene Sojamasse wird dann in einem viereckigen oder runden Gefäß in Form gebracht, die entstandenen Blöcke (Meju) über mehrere Monate an der Luft getrocknet. Zum Trocknen werden die Meju-Blöcke meist mit Reisstroh umwickelt und aufgehängt. Das Reisstroh fördert die Bildung natürlicher Enzyme im Inneren der Masse, die den gepressten Sojabohnen einen speziellen Geschmack geben. Dieser Reifeprozess wird durch höhere Lufttemperaturen beschleunigt. Man kann diesen Vorgang etwa mit Käseherstellung vergleichen. Nach der Trocknung werden die Meju-Blöcke dann in größere irdene Gefäße (Onggi) gegeben und mit Salzwasser übergossen. Als Würzbeigaben finden Chilischoten und Holzkohle sowie auch Jujube Verwendung. Das Ganze muss dann erneut über mehrere Monate ziehen, bis es als zähe fermentierte Paste (Doenjang) verbrauchsfertig ist. Wenn keine Sojasauce Ganjang (간장) mitproduziert wird, heißt die Paste Tojang (토장).
Eine moderne Variante ist Gaeryangsik-Doenjang (개량식된장), hier wird Kōji zur Fermentation verwendet, welcher dann mit gekochten Sojabohnen vermischt wird, dieses Doenjang ist süßer und weicher.
Eine andere Variante von fermentierten Sojabohnen ist in Korea Cheong-guk-jang (청국장; 淸麴醬), es ist ähnlich wie Nattō.

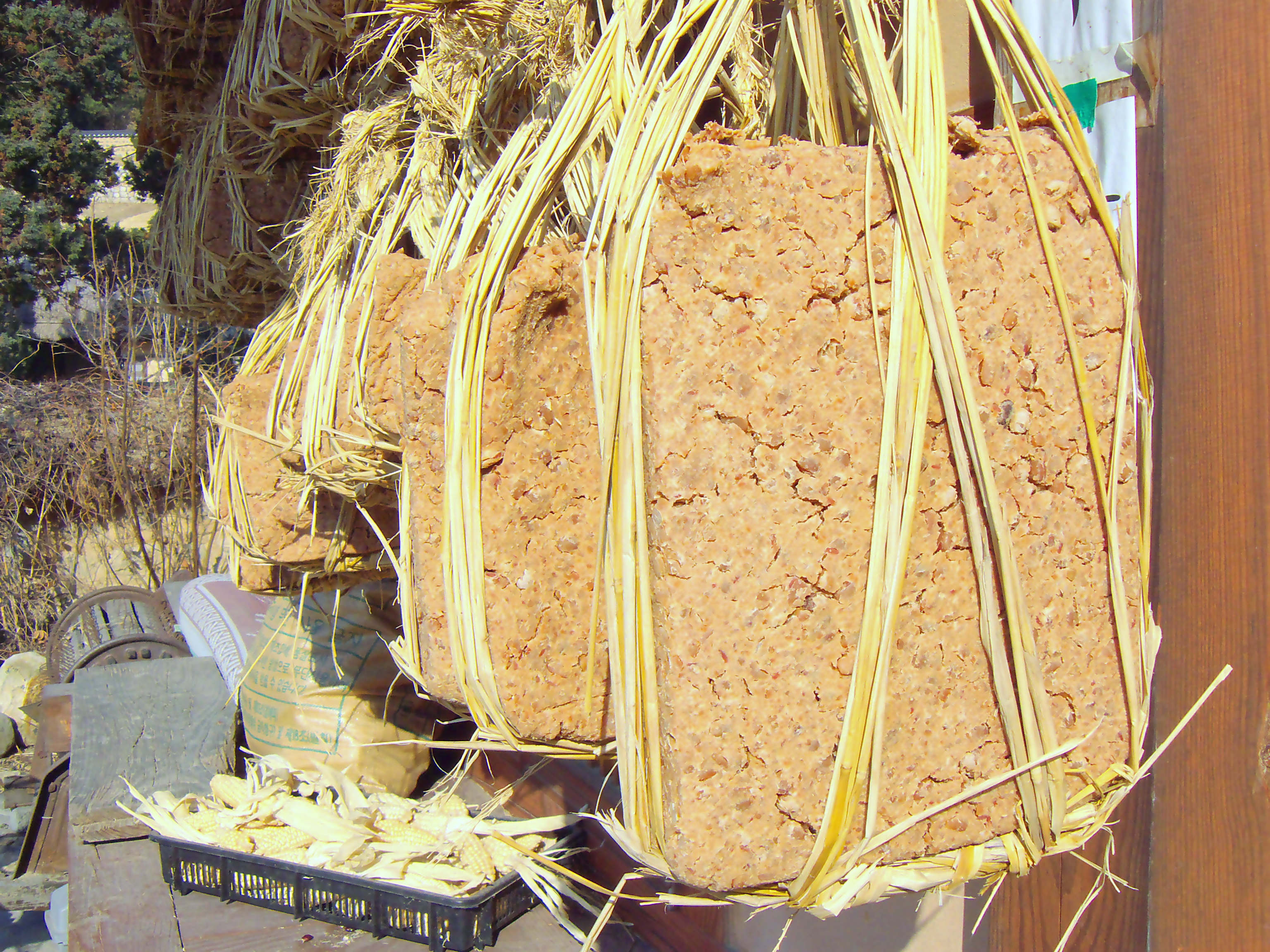
Meju-Blöcke zum Trocknen aufgehängt
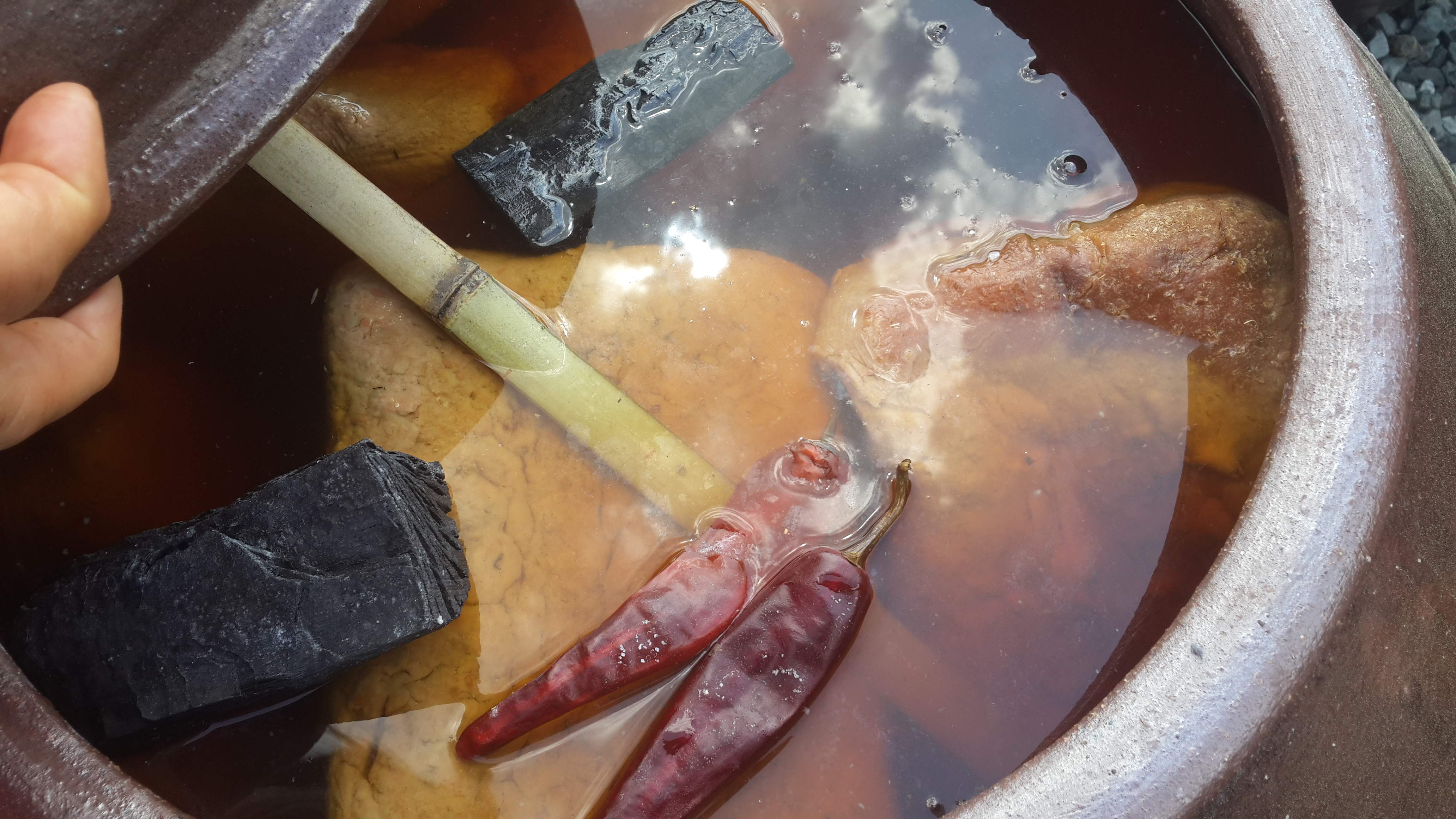
In Onggi mit Holzkohle und Chili eingelegte Meju-Blöcke